# Lednice - zámek
Lednice - zámek este o arie protejată (arie specială de conservare — SAC, sit de importanță comunitară — SCI) din Republica Cehă întinsă pe o suprafață de 0,95 ha, integral pe uscat.

## Localizare
Centrul sitului Lednice - zámek este situat la coordonatele 48°48′07″N 16°48′17″E / 48.801944°N 16.804722°E.

## Înființare
Situl Lednice - zámek a fost declarat sit de importanță comunitară în aprilie 2005 pentru a proteja 1 specie de animale. Situl a fost protejat și ca arie specială de conservare în mai 2016.

## Biodiversitate
Situată în ecoregiunea panonică, aria protejată nu include niciun habitat protejat.
La baza desemnării sitului se află o specie protejată de  mamifere: liliacul mic cu potcoavă (Rhinolophus hipposideros).